# Sigurd Wendland

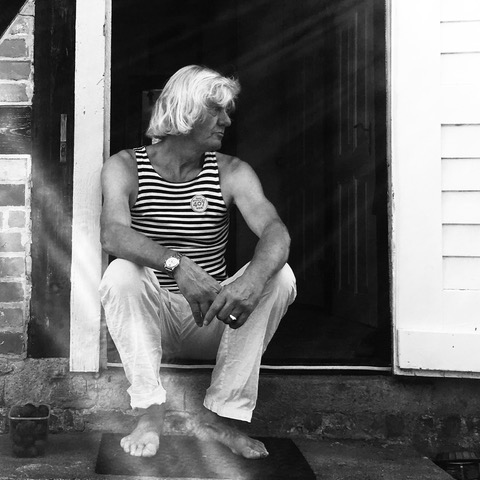
Sigurd Wendland (2019)

Sigurd Wendland (* 20. August 1949 in Münster) ist ein deutscher Maler und Grafiker. Er lebt in Groß Dölln (Uckermark) und in Berlin.

## Leben
Sigurd Wendland studierte von 1969 bis 1973 an der Kölner Werkschule, bei Dieter Kraemer und absolvierte sein Studium mit dem Staatsexamen in Malerei. Daneben belegte er auch das Fach Philosophie u. a. bei Leo Kofler.
Danach wechselte er an die Hochschule der Künste Berlin und war 1979 Meisterschüler bei Fred Thieler.
Von 1977 bis 1979 war er Tutor für Lithografie und Drucktechniken bei Eduard Franoszek. Seit 1980 arbeitet Sigurd Wendland als freischaffender Künstler und hatte Ateliers in Amsterdam (1990), in Potsdam (1991), in Lissabon (1998) und in Köln (1999–2002). Sigurd Wendland ist seit 1981 verheiratet und hat zwei erwachsene Kinder.

### Entwicklungen
Während des Studiums war Sigurd Wendland beteiligt an verschiedenen politischen Malergruppen u. a. mit Wolfgang Niedecken.
Er war auch Herausgeber mehrerer Kunstkataloge und -Bücher u. a. mit Thorwald Proll und Nil Ausländer. In Berlin war er Mitarbeiter im Karin Kramer Verlag.
Mit Eduard Franoszek forschte Wendland 1975–1980 neben seinem Malereistudium nach vergessenen Drucktechniken, wie Heliogravüre, Gummidruck und Bromöldruck. Diese Techniken setzte er zur politischen Kunst ein und druckte Texte und Fotos als Hintergründe auf die Leinwand.
Ab 1980 entstanden lebensgroße Porträts, Bilder bekannter Personen des Berliner und deutschen Kulturlebens: Christoph Hein, Oskar Huth, Drei Tornados, Bruno Ganz, Udo Lindenberg, Wolfgang Niedecken, Wolfgang Neuss, Thorwald Proll, Bernd Kramer, Käthe Reichel, Jürgen Kuttner, Bernd Lunkewitz, Ulrich Matthes, Heidi Paris, Fred Thieler, Janos Frecot, Helmut Geisert, Peter-Paul Zahl, Rolf Henke, Rainer Bieling, Lothar Lambert, Jochen Knoblauch als Max Stirner, Jürgen Klauke, Arnulf Rating, Joseph Weizenbaum, Marianne Enzensberger, Günter Faltin, Wiglaf Droste, Ralf Rocchigiani, Gerd Sonnleitner, Frederick Lau, Claudia Jakobshagen.
Ab 1990 lag ein Schwerpunkt in großformatigen Gruppenbilder zu politischen Themen.
1991 verlegte er seinen Wohnsitz nach Groß Dölln bei Templin in der Uckermark. Dort entstanden viele Kontakte zu ehemaligen DDR-Malern. Es gab Einladung zu zahlreichen in- und ausländischen Landschaftspleinairs (Plain air).
Ab 2005 organisierte er alljährlich das Kaiserbäderpleinair in Heringsdorf und Draußenmaltreffen in der Schweiz, Polen, Portugal, Österreich und Dänemark und in seinem Haus bei Templin.

## Ausstellungen
Einzelausstellungen (Auswahl) :
- 2000 Städtische Galerie Kaunas (mit Frank Suplie), Litauen
- 2000 Museum Stargard Stettin, Polen
- 2000 Galerie Art Constant Lissabon, Portugal
- 2001 Galerie Lufcik Warschau, Polen
- 2003 Galerie Engler Berlin
- 2003 Galerie Giessler Berlin (mit Gabriel Heimler)
- 2007 Galerie Rose Hamburg
- 2008 Galerie Steinrötter (mit Ben Kamili), Münster
- 2011 Kleine Orangerie Schloß Charlottenburg Berlin
- 2012 Schwartzsche Villa Berlin (mit Vessela Posner)
- 2017 Kunstverein Max-Frisch-Bad Zürich, Schweiz
- 2017 Bodemuseum Berlin Präsentation von zwei Gerd Sonnleitner Portraits
- 2017 Galeria Flores do Cabo Lissabon, Portugal
- 2018 Galerie Parnasse Aarhus, Dänemark
- 2018 Kunstverein Schwedt/Oder, Meisterwerke,
- 2019 Fábrica Braço de Prata - Lissabon, Portugal
- 2020 Galerie Flores do Cabo Sintra, Portugal
- 2020 Galerie Hennwack Berlin, Tierbilder
- 2021 Rosenhangmuseum Weilburg/Lahn, Deutschland

Gruppenausstellungen (Auswahl)
- 2007 Kunsthaus Lempertz Köln
- 2007 Galerie Poll Berlin
- 2015 Huize Glory Bergen aan Zee, Niederlande
- 2015 Ridehuset i Reventlowparken Torrig, Dänemark
- 2017 Museum Viera da Silva Lissabon, Portugal
- 2017 Kulturstation Glyngøre Glyngøre, Dänemark
- 2019 Museum Katwijk, Niederlande
- 2020 Hotel Mond Fine Arts Berlin, Deutschland